# 土井裕泰
土井 裕泰（どい のぶひろ、1964年4月11日 - ）は、TBSテレビ（旧：TBSエンタテインメント）・コンテンツ制作局ドラマ制作部所属のテレビドラマの演出家。映画監督。広島県広島市、現在の中区鉄砲町出身。

## 来歴
CMディレクターの高田雅博は広島学院中学・高校の同級生で、在学中に8ミリ映画を学園祭に出品して腕を競ったり、共同制作もした。子供の頃から映画館に通いつめたが、最も影響を受けた映画は、同郷の長谷川和彦監督『太陽を盗んだ男』だという。早稲田大学政治経済学部卒業。早大時代は劇研に所属、劇団山の手事情社の初期メンバーとして舞台に出演した。同時期に所属した役者に池田成志、清水宏らがいる。
大学卒業後、TBSに入社した。以降、テレビドラマの話題作を多数演出する。「TBSのエースディレクター」と言われている。
主な演出作品にドラマ『愛していると言ってくれ』、『ビューティフルライフ』、『GOOD LUCK!!』、『逃げるは恥だが役に立つ』、『カルテット』、映画『いま、会いにゆきます』、『涙そうそう』、『花束みたいな恋をした』などがあり、実力のある有名な脚本家から信頼されタッグを組むことが多い。
2023年6月、自身の監督映画『片思い世界』の撮影のためロケ車で移動していたところ、対向車線を走行していたトラックが急に車線を変更したことから交通事故に巻き込まれ重傷を負った。その後、事故に巻き込まれた件に関する取材に対して土井は「いまはもう快方に向かっています。ご心配いただくようなことはありませんよ。もう大丈夫です」と自身の無事を伝えている。撮影していた同作は公開が延期されたが、無事2025年4月に公開されることが発表された。

## 受賞歴
- 1995年
  - 第4回ザテレビジョンドラマアカデミー賞 監督賞（福澤克雄､伊佐野英樹､北川雅一と共に）（『私の運命』）[3]
- 1996年
  - 第10回ザテレビジョンドラマアカデミー賞 タイトルバック賞（保坂久美子と共に）（『真昼の月』）[4]
- 2000年
  - 第24回ザテレビジョンドラマアカデミー賞 監督賞（生野慈朗と共に）（『ビューティフルライフ』）[5]
- 2001年
  - 第28回ザテレビジョンドラマアカデミー賞 タイトルバック賞（『ストロベリー・オンザ・ショートケーキ』）[6]
  - 第29回ザテレビジョンドラマアカデミー賞 監督賞（生野慈朗､今井夏木と共に）（『Love Story』）[7]
- 2003年
  - 第39回ザテレビジョンドラマアカデミー賞 監督賞（片山修、坪井敏雄と共に）（『マンハッタンラブストーリー』）[8]
- 2004年
  - 新藤兼人賞2004 金賞
  - 第41回ザテレビジョンドラマアカデミー賞 監督賞（生野慈朗、今井夏木と共に）（『オレンジデイズ』）[9]
- 2010年
  - 第66回ザテレビジョンドラマアカデミー賞 監督賞（宮藤官九郎、吉田健、金子文紀と共に）（『うぬぼれ刑事』）[10]
- 2016年
  - 第91回ザテレビジョンドラマアカデミー賞 監督賞（金子文紀、吉田健、石井康晴と共に）（『逃げるは恥だが役に立つ』）[11]
  - 東京ドラマアウォード 2016 演出賞（『重版出来!』､『コウノドリ』) [12]
  - ゆうばり国際ファンタスティック映画祭2016 ニューウェーブアワード・クリエーター部門[13]
  - 第92回ザテレビジョンドラマアカデミー賞 監督賞（金子文紀､坪井敏雄と共に）（『カルテット』）[14]
- 2017年
  - 第3回大山勝美賞[15]
- 2018年
  - エランドール賞 プロデューサー賞（『カルテット』）[16]
- 2019年
  - 第102回ザテレビジョンドラマアカデミー賞 監督賞（坪井敏雄、大内舞子、山本剛義と共に）（『凪のお暇』）[17]
- 2021年
  - 第44回日本アカデミー賞 優秀監督賞（『罪の声』）[18]
- 2022年
  - 第13回TAMA映画賞 特別賞（映画『花束みたいな恋をした』制作・製作に関わった坂元裕二や関係者と共に受賞）[19]

## 作品

### テレビドラマ
太字はメイン演出担当または単発ドラマ
- テキ屋の信ちゃんシリーズ
  - テキ屋の信ちゃん3（1993年）
  - テキ屋の信ちゃん4 青春旅立ち編（1994年）
  - テキ屋の信ちゃん5 青春完結編（1995年）
- 私の運命（1994年）
- セカンド・チャンス（1995年）
- 愛していると言ってくれ（1995年）
- キャンパスノート（1996年）
- 真昼の月（1996年）
- 理想の結婚（1997年）
- 青い鳥（1997年）
- めぐり逢い（1998年）
- ランデヴー（1998年）
- PU-PU-PU（1998年）
- 魔女の条件（1999年）
- 美しい人（1999年）
- ビューティフルライフ（2000年）
- 百年の物語「現代編・Only Love」（2000年）
- ストロベリー・オン・ザ・ショートケーキ（2001年）
- Love Story（2001年）
- 日韓共同制作ドラマ・フレンズ（2002年）
- 夢のカリフォルニア（2002年）
- 太陽の季節（2002年）
- GOOD LUCK!!（2003年）
- マンハッタンラブストーリー（2003年）
- オレンジデイズ（2004年）
- Mの悲劇（2005年）
- 里見八犬伝（2006年）
- 冗談じゃない!（2007年）
- 猟奇的な彼女（2008年）
- そうか、もう君はいないのか（2009年）
- ラブシャッフル（2009年）
- 天国で君に逢えたら（2009年）
- うぬぼれ刑事（2010年）
- 赤い指（2011年）
- 運命の人（2012年）
- 空飛ぶ広報室（2013年） - プロデュースも兼任
- 眠りの森（2014年）
- S -最後の警官- （2014年）
- テレビ未来遺産“終戦69年”ドラマ特別企画 遠い約束〜星になったこどもたち〜（2014年）
- おやじの背中「北別府さん、どうぞ」（2014年）
- コウノドリ（2015年、2017年）
- 重版出来!（2016年）
- 逃げるは恥だが役に立つ（2016年）
- カルテット（2017年） - チーフプロデュースも兼任
- この世界の片隅に（2018年）
- 凪のお暇（2019年）
- あしたの家族（2020年）
- 日本沈没ー希望のひとー（2021年）
- 持続可能な恋ですか？〜父と娘の結婚行進曲〜（2022年）
- ラストマン-全盲の捜査官-（2023年）
- スロウトレイン（2025年）

### 映画
- 人生は無花果汁[要出典]（1981年）
- いま、会いにゆきます（2004年）
- 涙そうそう（2006年）
- ハナミズキ（2010年）
- 麒麟の翼〜劇場版・新参者〜（2012年）
- 映画 ビリギャル（2015年）
- 罪の声（2020年）[20]
- 花束みたいな恋をした（2021年）[21]
- 片思い世界（2025年）[22]
- 平場の月（2025年）

## 書籍
- 共著
  - 映画の言葉を聞く 早稲田大学「マスターズ・オブ・シネマ」講義録（2018年3月24日、フィルムアート社） ISBN 978-4845917105